# Globoside
Globoside sind eine zu den Lipiden zählende Gruppe von chemischen Verbindungen, und stellen nach der LipidMaps-Nomenklatur eine Unterklasse der Glycosphingolipide dar. Sie bestehen aus einem Ceramid-Molekülteil, welches eine lineare oder verzweigte Kette von Oligosacchariden als Kopfgruppe trägt. Die Zuckereinheiten sind normalerweise eine Kombination aus N-Acetylgalaktosamin, N-Acetylglukosamin, Galaktose und Glukose. Die erste Zuckereinheit ist mit der C1-OH-Gruppe eines Ceramids glycosidisch verknüpft. Ein Charakteristikum der Globiside ist, dass die Basis-Struktur der Kopfgruppe aus Gluose-Galaktose-Galaktose (Ceramide-βGlc4-1βGal4-1αGal) besteht, wie im Falle des einfachsten Globosids „Gb3“, auch als „pK-Antigen“ bezeichnet. Ein weiteres Charakteristikum ist, dass Globoside normalerweise nur neutrale Zuckereinheiten enthalten, obwohl es dabei Ausnahmen gibt, wie z. B. bei dem als SSEA-4-Antigen bezeichneten Globosids (Cer-Glc-Gal-Gal-GalNAc-Gal-Neu5Ac).

## Abgrenzung zu anderen Glycosphingolipiden

### Abgrenzung zu Cerebrosiden
Die Globoside sind innerhalb der Gruppe der Glycosphingolipide von den Cerebrosiden dadurch zu unterscheiden, dass sie mehr als eine Hexose am Ceramid tragen. Die Cerebroside haben nur ein Monosaccharid als Kopfgruppe. Bei den Globosiden hingegen ist an die erste Zuckereinheit des Ceramids (also die an der C1-OH-Gruppe des Ceramids gebundene Hexose) eine weitere Hexose geknüpft. Die folgenden Zucker sind also immer an den vorherigen, letzten Zucker gebunden. Sulfatide sind Galactocerebroside (Cerebroside mit Galactose als Zuckerst) mit einem Sulfatrest am C3-Atom des Galactoserests. Dass die Globoside Oligosaccharide als Kopfgruppen tragen, reicht allerdings zur endgültigen Differenzierung innerhalb der Glycosphingolipide nicht aus. Die Ganglioside tragen nämlich ebenfalls ein Oligosaccharid als Kopfgruppe.

### Abgrenzung zu Gangliosiden
Von den Gangliosiden sind die Globoside dadurch abzugrenzen, dass sie keine N-Acetylneuraminsäure (NANA) enthalten. Bei den Gangliosiden ist dabei immer mindestens eine N-Acetylneuraminsäure an einen Galactoserest gebunden. Dieser erste Galcatoserest befindet sich meist an zweiter Stelle der Saccharidkette. An diese zweite Zuckereinheit ist dabei gleichzeitig noch eine weitere Zuckereinheit gebunden. Bei den Gangliosiden können also an eine vorangegangene Zuckereinheit zwei weitere Moleküle gebunden sein. An das erste NANA-Molekül kann ein weiteres NANA gebunden sein. Außerdem können weitere NANA-Moleküle, an weitere Galactosereste gebunden sein.
N-Acetylneuraminsäure darf hier nicht mit dem N-Acetylgalactosamin verwechselt werden, welches als Hexose sowohl in Gangliosiden als auch in Globosiden vorkommt.
N-Acetylgalactosamin ist ein Derivat des Galactosamins (ein Aminozucker der Galactose), welches wiederum ein Abkömmling der Galactose ist. Es handelt sich also um die N-acetylierte Form eines Aminozuckers (Galactosamin) der Galactose.
Die N-Acetylneuraminsäure hingegen ist ein Derivat der Neuraminsäure (ein Aminozucker der Mannose), welche wiederum ein Abkömmling des Mannosamins (Aminozucker) ist, welches selbst wiederum ein Derivat der Mannose ist. Es handelt sich also um die N-acetylierte Form eines Aminozuckers (Neuraminsäure) der Mannose.

## Zusammenhang mit Krankheiten
Das Globosid Blutgruppen-P-Antigen ist auf den Erythrozyten lokalisiert. Es besteht aus P1-, P- und Pk-Antigenen und bildet einen Rezeptor für das Parvovirus B19. Es gibt vier verschiedene Phänotypen für das Globosid:
- P1 und P2, die das Globosid besitzen und damit infiziert werden können;
- P1k- und P-Phänotypen besitzen den Rezeptor nicht und sind damit resistent gegen den B19-Virus.[6]